# Viorica Ursuleac
Viorica Ursuleac (Chernivtsi, atual Ucrânia, 26 de março de 1894 — 22 de outubro de 1985) foi uma soprano romena.

## Vida
Seguindo seus estudos em Viena, ela fez a sua estreia operística em Zagreb como Charlotte em Werther (Jules Massenet), em 1922. A soprano então apareceu na Ópera Popular de Viena (entre 1930 até 1935), na Ópera de Frankfurt (1935 até 1937) e na Ópera de Munique (1937 até 1944). Ela casou-se com o maestro austríaco Clemens Krauss em Frankfurt.
Ursuleacfoi a soprano favorita de Richard Strauss e cantou em quatro estreias mundiais de óperas deste compositor: Arabella (1933), Friedenstag (1938), Capriccio (1942) e Die Liebe der Danae (1944). Ela também apareceu no Festival de Salzburgo entre 1930 e 1934 e novamente em 1942 até 1943 e apareceu uma temporada no Covent Garden, em 1943. Ela apareceu também no La Scala e Teatro Colón. Seu repertório incluia Contessa Almaviva (Le Nozze di Figaro), Donna Elvira (Don Giovanni), Leonore (Fidelio), Senta (The Flying Dutchman, com Hans Hotter), Amelia Grimaldi (Simon Boccanegra), Amelia (Un ballo in maschera), Leonora (La forza del destino), Élisabeth de Valois (Don Carlos), Tosca, Minnie (La fanciulla del West), Turandot (opposite Erna Berger como Liù), Der Rosenkavalier, Ariadne auf Naxos, Die ägyptische Helena, etc.

## Discografia
- Strauss: Ariadne auf Naxos (Berger, Roswaenge; Krauss, 1935) [live]
- Strauss: Friedenstag (Hotter; Krauss, 1939)
- Strauss: Arabella (Krauss, 1942)
- Strauss: Der Rosenkavalier (Kern, Milinkovič, Weber; Krauss, 1944)
- Wagner: Der fliegende Holländer (Hotter; Krauss, 1944)
- Wagner: Tristan und Isolde (Flagstad, Svanholm, Hotter; E.Kleiber, 1948)